# Доктор Кто: Празднование

Титульный кадр с сайта

Доктор Кто: Празднование (англ. Doctor Who: A Celebration) — концерт для ежегодной благотворительной акции BBC «Дети В Нужде», который был проведён в Уэльском Миллениум-центре 19 ноября 2006 года. Там прозвучала музыка Мюррея Голда из первых двух сезонов возрождённого телесериала Доктор Кто, сопровождаемая визуальными клипами из эпизодов.
Ведущим шоу был Дэвид Теннант. Он представил BBC National Orchestra of Wales под руководством Бена Фостера, а также BBC National Chorus of Wales, Гари Уильямсо и Мелани Паппенхайм, предоставивших голосовое сопровождение. Николас Бриггс и Барнаби Эдвардс, предоставившие Далеку голос и эксплуатацию соответственно, вместе с Полом Кейси и другими появляются на сцене и в зрительном зале в виде монстров из сериала, включая андроидов, киберлюдей и удов. В ходе мероприятия была также эксклюзивная сцена из предстоящего эпизода «Сбежавшая невеста», сопровождаемая живым оркестром.
Мероприятие транслировалось в прямом эфире на BBC Radio Wales и показывалось с помощью интерактивных услуг BBCi на Рождество 2006, чтобы сопровождать трансляцию эпизода «Сбежавшая невеста». Рождественский выпуск Доктор Кто: Конфиденциально был сосредоточен на концерте.
К концу вечера, концерт набрал более £52 000 для апелляции, с помощью билетов и событий, включая аукцион реквизита и памятных вещей.